# Entablement

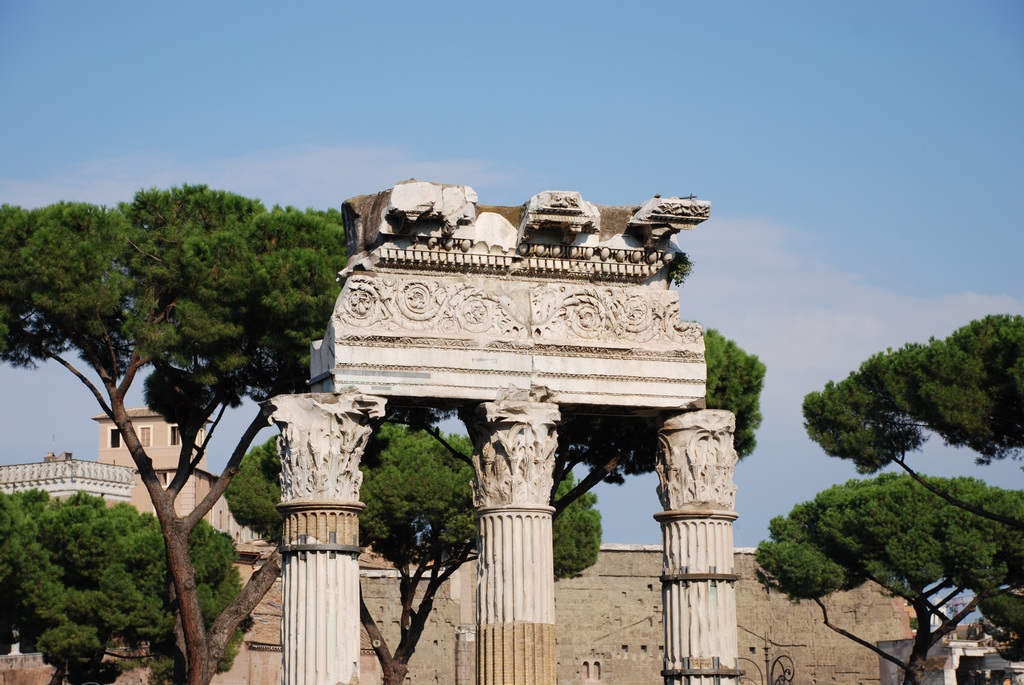
Entablement vid Venus Genetrix tempel i Rom.

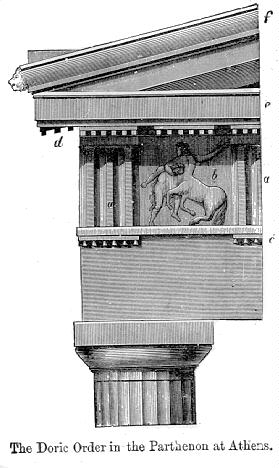
Doriskt entablement på Parthenon. Den nedre delen (c) benämns arkitrav, mellersta delen (a) fris (med metop och triglyf) och den övre (e och f) gesims.

Entablement (av franskans entabler 'hopfoga') är ett element i klassisk arkitektur. Entablementet, oftast kallat bjälklag, består uppifrån och ned av gesims (även kallad kornisch), fris och arkitrav och bärs upp av kolonner, pelare eller pilastrar.